# Jaydie Putterman
 (juillet 2022).
Jaydie Putterman, né en 1945 à New-York, est un photographe américain, vivant en France, près d'Avignon.

## Biographie
Jaydie Putterman a commencé la photographie dès l'âge de cinq ans. Il a obtenu un Design Correlation Certificate de la Parsons School for Design en 1969, un Bachelor of Fine Art de The New School en 1971 ainsi qu'un Teaching Certificate de Long Island University en 1971.

## Quelques expositions
- On Any Sunday : The Crooked Arrow Gallery, Los Angeles, USA. - 1972; Athens, Greece - 1992; Prague, Czech Republic - 1994
- PAL Play Streets : The Underground Corner Gallery, New York, USA. - 1974; Bratislava, Slovakia - 1995
- Ceylon / Sri Lanka 1975 : Brooks Institute, New York, USA - 1976
- Americans in France : French Cultural Centre, New York, USA. - 1977
- La vie Parisienne : Salon de Photo, Paris, France - 1979
- Police - Manhattan Midtown South Precinct : The Uptown Gallery, New York, USA - 1980; Antwerp, Belgium - 1982; Stuttgart, Germany - 1985
- Rétrospective : Galerie 666 (Exhibition Inaugural), Paris, France - 1980
- Exposition Kodak : Salon de Photo, Paris, France - 1981
- Portraits : Hasselblad, Salon de Photo, Paris, France - 1983
- A year in the life of the New York City Ballet : Biennale de Lyon, Lyon, France - 1990; Mois de la Dance, Nîmes, France - 1992; Verbier
- Talents and Consciences of Europe: exposition itinérante
- Terrasses & Compagnies : Festival d’Avignon, Avignon, France – 1994
- It Happened Last Night : Verbier Festival and Academy, Verbier, Suisse – 1995
- Robert Doisneau : Maison du Vin, Avignon, France – 1997
- Planet Earth - the United Nation : Spanjeplein, Bruxelles, Belgium - 1998; Bucharest, Romania - 1999; Lyon, France - 2005; …
- Portraits : Nikken France, Lyon, France – 2004 &2005
- Côté cour, côté jardin : Festival d’Avignon, Avignon, France - 2005 & 2006; Avignon, France - 2010, 2011 & 2012
- Les Auteurs se Rebiffent : Nîmes, France – 2008
- 49 pour 75 : Avignon, France – 2009
- Captain General Don Manuel Gutiérrez Mellado en el corazón de Villaviciosa de Odón : Villaviciosa de Odón, España – 2015
- Vladimir Jankélévitch, figures du philosophe : la BnF Site François-Mitterrand - 2019

## Publications
- On any Sunday
- Pimp Cars
- Street Games
- Family of Children[2]
- Scavenger Hunt
- Police[3]
- Talents et Consciences de l’Europe[4]
- Trains du Sud
- Verbier Festival[5] & Academy 1994 – 2003
- Tribute to Jean Pictet[6]
- Verbier Festival : 25 ans au sommet
- Pour Saluer Doisneau: Terrasses et Compagnie (1994)[7] - Contribution

## Collections publiques et privées (partiel)
- Foundation Calouste Gulbenkian à Lisbonne, Portugal
- La Bibliothèque Nationale de France à Paris, France
- La SEITA, Paris
- Le Palais du Roure de la Ville d’Avignon, France
- Les Archives municipales de la Ville d’Avignon, France
- Library of Congress in Washington, DC., USA
- Manitoba Museum of Man and Nature[8] in Winnipeg, Canada
- Minneapolis Institute of Art - Kate and Hall J. Peterson Fund in Minnesota, USA
- Musée d'art et d'histoire de Provence, Grasse
- Musée du Mont de Piété et de la Condition des Soies en Avignon, France[9]
- Museum of Modern Art in New York, USA
- The Ludwig Collection / the Suermondt-Lugwig Museum à Aix-la-Chapelle, Allemagne
- Ze'eva Cohen Dance Foundation, Inc.[10]

Les photographies de Jaydie Putterman figurent également dans plusieurs dizaines de collections privées appartenant à des personnalités issues de divers secteurs tels que le droit, les sciences et l'art.